# 오쿠이 마사미
오쿠이 마사미(奥井 雅美/おくい まさみ, 1968년 3월 13일-)은 효고현 이타미시 출신의 음악 프로듀서 겸 싱어송 라이터로 오사카 예술대학 예술학부를 1학년 때 중퇴했다. 소속사무소는 P.M 크리에이터스에서 현재 M 프렌즈로 옮겼고, 레코드 회사는 스타 차일드(킹 레코드) → 킹 레코드 → 드왕고 AG 엔터테인먼트/제네온 엔터테인먼트(evolution)로 변화했다. 애칭 겸 별칭은 "맛쿤"이다.

## 개요

### 약력
1989년부터 사이토 유키, 하라다 토모요, Wink 등의 백코러스를 담당했다. 1990년부터 1995년까지 마쓰토야 유미의 투어에서 코러스 및 백 댄서를 맡았다.(타카하시 요코 등과 함께 일을 하고 있었다.) 그 사이에 싱글 〈누구보다도 쭉…〉으로 솔로 데뷔를 완수했다.(다만 이것도 아르바이트 감각으로 한 것이라고 그 후에 고백함.) 이후에는 주로 애니메이션 주제가를 많이 다뤄서 애니송 가수로 인지되었으나 다른 한 편으로는 악곡 제공 및 잡지에 에세이를 연재하는 등 활동 폭을 넓혀 갔다.
2000년에는 TOTO의 스티브 루카서나 미스터 빅의 빌리 시헌 등의 해외 아티스트들과 공동 출연하고 있었지만 그 시점부터 담당 프로듀서이던 야부키 토시로와 음악성에 관한 차이를 느끼게 된다. 결국 이 일로 2001년 야부키 토시로와 결별하고 본격적으로 셀프 프로듀스를 개시, 콘셉트 미니앨범인 〈Angel's Voice〉는 하야시다 켄지에 의해 기존과는 완전히 다른 작풍으로 완성되어 새로운 모습을 보였다. 또 이시다 요코에게 〈power of love〉를 제공하는 등 서서히 음악 프로듀서로의 활동을 전개한다. 현재,〈JAM Project〉의 멤버이며, 요네쿠라 치히로와 함께 〈r.o.r/s〉를 결성하여 활동하기도 했었다.
2004년에는 자신이 대표가 되는 레코드 레이블인 〈evolution〉을 설립하고 프로듀서업을 본격화했다. 또한 같은 해에 시작한 〈오쿠이 마사미O-Live〉에서는 애니메이션 전문 휴대폰 착신 멜로디 사이트인 〈애니멜로믹스〉와 공동개최하는 “신인가수 오디션”을 개최, 여기서 오미 토모에가 우승해 데뷔했다. 최근에는 〈@Tunes.〉의 사회를 맡는 등 이전보다 더욱 폭넓게 활동하고 있다.

### 인물
- 어릴 때부터 레이지의 대 팬이었고 가장 영향을 많이 받은 밴드도 레이지라고 말한 바 있다.
- 하야시바라 메구미와는 〈Get along〉 이후 관계를 가져 방송 시간대가 이어지는 서로의 라디오 프로그램(하야시바라 메구미의 프로그램이 방송된 뒤에 오쿠이 마사미가 진행하는 프로그램이 방송되고 있었다.)에 게스트로 출연하는 일도 있었고 킹 레코드에 소속될 시절에는 자주 만나곤 했다. 그러나 서로의 개인적 일에 발을 디딜 정도로 깊은 관계는 아니고 이러한 연유로 서로 친구라고 부르는 것이 아직은 부자연스럽다고 생각해 서로 친구라고 부르는 일은 없다. 스타 차일드 시절에는 빈번하게 하야시바라 메구미가 진행하는 방송에 게스트로 출연했지만 evolution으로 이적한 이후에는 게스트 출연 횟수가 줄어들고 있다.
- 앨범 타이틀 명의는 〈오쿠이 마사미〉와 〈Masami Okui〉라는 두가지 형식이 혼재하고 있기 때문에 이를 통일하기 위해서 〈okui, masami〉라는 이름으로 활동한 전력도 있지만 크게 정착하지 못했다.
- 라디오 프로그램에서는 "《데빌맨》의 후도 아키라와 같은 남성이 타입이다."라는 발언도 나왔다.
- 몸의 컨디션이 무너지는 일이 많아서 나쁜 몸 상태 속에서도 일을 강행하는 경우가 있다.
- 라이브 활동도 적극적으로 행해져서 오쿠이 자신의 라이브 투어는 1년에 12회 정도 행해진다.(그 중 1회는 도쿄 단독 라이브인 경우도 있다.) 이 라이브 중 하나는 오쿠이 마사미의 생일인 3월 13일에 개최되는 〈Birth Live〉이며 다른 하나는 가을 경에 앨범의 발매가 있는 경우에 개최되는 경향이 있다. 또한 2006년의 그믐 날에는 카운트 라이브를 했다. 도쿄 공연에서는 주로 시부야 O-EAST에서 행해지는 것이 많으며 라이브에서 타월을 털어 응원하는 곡(일반적으로 〈타월곡〉이라 불린다.)가 최소한 1곡은 들어가서 이것이 큰 특징이 된다. 대표적인 〈타월곡〉으로는 〈Never die〉, 〈그것은 돌연히 온다〉, 〈Shuffle〉 등이 있지만 최근 몇 년은 〈Shuffle〉이 나오는 경우가 많다.

## 작품
(싱글 앨범 명은 한국어로 번역하고 옆에 일어 원문을 적었다.)

### 오리지널 싱글 앨범
|      | 발매일           | 타이틀                                   | 규격   | 규격 번호  | 발매 레이블      |
| ---- | ---------------- | ---------------------------------------- | ------ | ---------- | ---------------- |
| 1st  | 1993년 8월 21일  | 누구보다도 쭉…                           | 8cmCD  | KIDA-67    | 스타 차일드      |
| 2nd  | 1993년 11월 26일 | 꿈에 안녕하세요 ~Willow Town 이야기~     | 8cmCD  | KIDA-70    | 스타 차일드      |
| 3rd  | 1994년 1월 21일  | I WAS BORN TO FALL IN LOVE               | 8cmCD  | KIDA-71    | 스타 차일드      |
| 4th  | 1994년 3월 5일   | REINCARNATION                            | 8cmCD  | KIDA-79    | 스타 차일드      |
| 5th  | 1994년 8월 5일   | My Jolly Days                            | 8cmCD  | KIDA-85    | 스타 차일드      |
| 6th  | 1994년 12월 21일 | It's DESTINY-겨우 우연히 만날 수 있었다. | 8cmCD  | KIDA-93    | 스타 차일드      |
| 7th  | 1996년 1월 24일  | Shake it                                 | 8cmCD  | KIDA-126   | 스타 차일드      |
| 8th  | 1996년 12월 5일  | naked mind                               | 8cmCD  | KIDA-143   | 스타 차일드      |
| 9th  | 1997년 3월 5일   | J                                        | 8cmCD  | KIDA-145   | 스타 차일드      |
| 10th | 1997년 5월 21일  | 윤무-revolution                          | 8cmCD  | KIDA-149   | 스타 차일드      |
| 11th | 1997년 6월 21일  | 그래, 반드시                             | 8cmCD  | KIDA-153   | 스타 차일드      |
| 12th | 1998년 5월 22일  | Birth                                    | 8cmCD  | KIDA-162   | 스타 차일드      |
| 13th | 1998년 8월 7일   | 붉음-AKA-                                | 8cmCD  | KIDA-167   | 스타 차일드      |
| 14th | 1998년 11월 27일 | Never die                                | 8cmCD  | KIDA-174   | 스타 차일드      |
| 15th | 1999년 3월 13일  | Key                                      | 8cmCD  | KIDA-177   | 스타 차일드      |
| 16th | 1999년 5월 8일   | 천사의 휴식                              | 8cmCD  | KIDA-178   | 스타 차일드      |
| 17th | 1999년 7월 2일   | labyrinth/때때로 사랑은                  | 8cmCD  | KIDA-181   | 스타 차일드      |
| 18th | 1999년 11월 26일 | 그것은 돌연히 온다                       | 12cmCD | KICS-762   | 스타 차일드      |
| 19th | 1999년 12월 3일  | only one, No.1                           | 8cmCD  | KIDA-189   | 스타 차일드      |
| 20th | 2000년 4월 26일  | OVER THE END                             | 12cmCD | KICS-789   | 스타 차일드      |
| 21st | 2000년 7월 21일  | TURNING POINT                            | 12cmCD | KICS-817   | 스타 차일드      |
| 22nd | 2000년 7월 21일  | CUTIE                                    | 8cmCD  | KIDA-203   | 스타 차일드      |
| 23rd | 2000년 8월 3일   | Just do it                               | 8cmCD  | KIDS-432   | 스타 차일드      |
| 24th | 2001년 2월 7일   | 하늘에 걸린 다리                         | 8cmCD  | KIDA-207   | 스타 차일드      |
| 25th | 2001년 3월 21일  | 여신이 되고 싶어 ~for a yours~           | 8cmCD  | KIDA-208   | 스타 차일드      |
| 26th | 2001년 4월 25일  | Shuffle                                  | 12cmCD | KICM-1017  | 스타 차일드      |
| 27th | 2001년 7월 25일  | DEPORTATION ~but, never too late~        | 12cmCD | KICM-3013  | 스타 차일드      |
| 28th | 2002년 8월 22일  | HAPPY PLACE                              | 12cmCD | KICM-1056  | 킹 레코드        |
| 29th | 2003년 11월 27일 | SECOND IMPACT                            | 12cmCD | KICM-1092  | 킹 레코드        |
| 30th | 2004년 12월 8일  | Olive                                    | 12cmCD | EVCS-0001  | evolution        |
| 31st | 2005년 5월 11일  | TRUST/A confession of TOKIO              | 12cmCD | EVCS-0002  | evolution        |
| 32nd | 2006년 1월 25일  | 밀-mitsu-                                | 12cmCD | EVCS-0005  | evolution        |
| 33rd | 2006년 5월 10일  | zero-G-                                  | 12cmCD | EVCS-0006  | evolution        |
| 34th | 2006년 8월 9일   | WILD SPICE                               | 12cmCD | EVCS-0008  | evolution        |
| 35th | 2007년 1월 26일  | Remote Viewing                           | 12cmCD | EVCS-0009  | evolution        |
| 36th | 2007년 7월 4일   | It's my life                             | 12cmCD | EVCS-0012  | evolution        |
| 37th | 2007년 7월 25일  | RING                                     | 12cmCD | NECM-10069 | T.Y 엔터테인먼트 |
| 38th | 2007년 11월 21일 | INSANITY                                 | 12cmCD | LACM-4439  | 란티스           |
| 39th | 2008년 11월 5일  | Melted Snow                              | 12cmCD | EVCS-0013  | evolution        |
| 40th | 2009년 5월 13일  | Starting Over                            | 12cmCD | EVCS-0015  | evolution        |

### 참여 싱글
| 발매일          | 타이틀                           | 규격   | 규격번호  | 발매 레이블       | 참고                                              |
| --------------- | -------------------------------- | ------ | --------- | ----------------- | ------------------------------------------------- |
| 1995년 5월 24일 | Get along                        | 8cmCD  | KIDA-107  | 스타 차일드       | 하야시바라 메구미와 함께 한 듀엣곡                |
| 1995년 11월 3일 | MASK                             | 8cmCD  | KIDA-119  | 스타 차일드       | 마츠무라 카스미와 함께 한 듀엣 곡                 |
| 1996년 4월 17일 | 또 내일                          | 8cmCD  | TYDY-2065 | U-Max             | 발 돋움을 해봐 Follow You의 커플링 곡, MASAMI명의 |
| 1996년 4월 24일 | 방해는 하지 않는다               | 8cmCD  | KIDA-128  | 스타 차일드       | Give a reason의 커플링 곡                         |
| 2009년 5월 27일 | My resolution ~그 시계의 아래에~ | 12cmCD | KCS-1002  | AkihabaLoveRecord | Summer of Love feat.오쿠이 마사미 명의            |
| 2009년 8월 21일 | 미라클 어퍼 WL                   | 12cmCD | EVCS-1004 | evolution         | May'n을 Feature한 곡.                             |

### 정규 앨범
|      | 발매일           | 타이틀        | 규격번호                                | 발매 레이블 |
| ---- | ---------------- | ------------- | --------------------------------------- | ----------- |
| 1st  | 1995년 4월21일   | Gyuu          | KICS-482                                | 스타 차일드 |
| 2nd  | 1996년 9월 21일  | V-sit         | KICS-586                                | 스타 차일드 |
| 3rd  | 1997년 9월 26일  | Ma-KING       | KICS-642                                | 스타 차일드 |
| 4th  | 1998년 9월 23일  | Do-can        | KICS-695                                | 스타 차일드 |
| 5th  | 1999년 8월 27일  | Her-Day       | KICS-744                                | 스타 차일드 |
| 6th  | 2000년 8월 23일  | NEEI          | KICS-822                                | 스타 차일드 |
| 7th  | 2001년 8월 29일  | DEVOTION      | KICS-890                                | 스타 차일드 |
| 8th  | 2002년 9월 4일   | crossroad     | KICS-964                                | 킹 레코드   |
| Mini | 2002년 11월 22일 | angel's voice | KICS-982                                | 킹 레코드   |
| 9th  | 2004년 2월 4일   | ReBirth       | KICS-1051                               | 킹 레코드   |
| 10th | 2005년 2월 2일   | Dragonfly     | EVCA-0001                               | evolution   |
| 11th | 2006년 2월 24일  | God Speed     | EVCA-0002                               | evolution   |
| 12th | 2006년 10월 4일  | evolution     | EVCA-0003（한정반） EVCA-0004（통상반） | evolution   |
| 13th | 2007년 10월 3일  | Masami Life   | EVCA-0005                               | evolution   |
| 14th | 2009년 2월 25일  | Akasha        | EVCA-0010（한정반） EVCA-0011（통상반） | evolution   |

#### 베스트 앨범 등
|       | 발매일                                             | 타이틀            | 규격번호                                | 발매 레이블 |
| ----- | -------------------------------------------------- | ----------------- | --------------------------------------- | ----------- |
| Live  | 1999년 6월 4일                                     | BEST-EST          | KICS-723/4                              | 스타 차일드 |
| Live  | 2000년 11월 22일                                   | Li-Book 2000      | KICS-831                                | 스타 차일드 |
| Best  | 2001년 3월 21일                                    | S-mode #1         | KICS-873/4                              | 스타 차일드 |
| Cover | 2003년 5월 1일（한정반） 2005년 5월 11일（통상반） | 마사미코부시      | KICS-1017（한정반） KICS-1167（통상반） | 스타 차일드 |
| Best  | 2004년 2월 25일                                    | S-mode #2         | KICS-1068/9                             | 킹 레코드   |
| Best  | 2005년 2월 23일                                    | S-mode #3         | KICS-1148/9                             | 킹 레코드   |
| Best  | 2008년 2월 6일                                     | 오오쿠            | EVCA-0006（한정반） EVCA-0007（통상반） | evolution   |
| Cover | 2009년 8월 21일                                    | Self Satisfaction | EVCA-0014                               | evolution   |

### 콜레보레이션
| 발매일                                  | 타이틀                                                                   | 규격번호                            | 발매 레이블           | 수록곡 |
| --------------------------------------- | ------------------------------------------------------------------------ | ----------------------------------- | --------------------- | --- |
| 1993년 10월 21일                        | 판타지아 마론은 오늘도 건강하다네                                        | KICA-166                            | 스타 차일드           | 〈누구보다도 쭉… 〉 〈NOBODY COULD BE〉 |
| 1994년 3월 5일                          | 즐거운 Willow Town                                                       | KICA-176                            | 스타 차일드           | 〈꿈에 안녕하세요 ~Willow Town 이야기~(TV사이즈)〉 |
| 1994년 4월 21일                         | COMPILER 음악 미녀 대도감                                                | KICA-193                            | 스타 차일드           | 〈I WAS BORN TO FALL IN LOVE〉 〈FULL UP MIND〉 |
| 1994년 8월 24일                         | GS 미카미 극락 대작전!!                                                  | KICA-194                            | 스타 차일드           | 〈BEATS the BANDS〉 〈My Jolly Days〉 |
| 1994년 10월 21일                        | 우주의 기사 테카맨 Blade Ⅱ NEVER SAY,NEVER                               | KICA-195                            | 스타 차일드           | 〈REINCARNATION〉 〈양 손에 가득한 꿈〉 |
| 1995년 5월 24일                         | 우주의 기사 테카맨 Blade Ⅱ See you……                                     | KICA-241                            | 스타 차일드           | 〈Live alone~천년이 경과해도〉 〈It's DESTINY-겨우 우연히 만날 수 있었다.〉                                                                                  |
| 1995년 7월 5일                          | 여신천국 라디오 강좌 제 2기 여름                                         | KICA-248                            | 스타 차일드           | 〈Energy(Short Version)〉 |
| 1995년 7월 5일                          | 슬레이어즈 etc. 1 Excellent! 리나 인버스 오늘도 간다                     | KICA-250                            | 스타 차일드           | 〈Get along(Album Version)〉 〈잘 수 없는 밤은……〉 〈KUJIKENAIKARA!〉                                                                                        |
| 1995년 7월 21일 2005년 1월 26일(재발매) | GS 미카미 Gorgeous Songs                                                 | KICA-252 KICA-686(재발매)           | 스타 차일드           | 〈BEATS the BANDS〉 〈My Jolly Days〉 |
| 1995년 9월 6일                          | 여신천국 음악천국                                                        | KICA-258                            | 스타 차일드           | 〈GET MY WAY〉 〈DREAMING HEART〉 〈GET MY WAY(OVA size)〉 〈DREAMING HEART(OVA size)〉 〈DREAMING HEART(Instrumental)〉                                     |
| 1995년 9월 21일                         | 슬레이어즈 etc. 2 Take a Chance!! 리나와 무적의 일행                     | KICA-265                            | 스타 차일드           | 〈Get along(TV Size Version)〉 〈KUJIKENAIKARA!(TV Size Version)〉                                                                                           |
| 1996년 1월 6일                          | 슬레이어즈 EX.(1) 백룡의 산                                              | KICA-282                            | 스타 차일드           | 〈최고의 GAMBLE〉 |
| 1996년 1월 24일                         | Compiler Golden Best Deluxe                                              | KICA-275                            | 스타 차일드           | 〈I WAS BORN TO FALL IN LOVE〉 〈FULL UP MIND〉 |
| 1996년 2월 3일                          | 폭렬헌터 BGM 집(1)                                                       | KICA-281                            | 스타 차일드           | 〈MASK〉 |
| 1996년 3월 6일                          | 슬레이어즈 EX.(2) 바람의 칼날                                            | KICA-293                            | 스타 차일드           | 〈전장의 마돈나〉 |
| 1996년 4월 5일                          | 폭렬헌터 BGM 집(2)                                                       | KICA-297                            | 스타 차일드           | 〈MASK(TV size)〉 |
| 1996년 4월 5일                          | 슬레이어즈 EX.(3) 힘내라 네크로맨서                                      | KICA-298                            | 스타 차일드           | 〈성실한 계기〉 |
| 1996년 5월 2일                          | 가자! 우주전함 야마모토 요코 오리지널 사운드트랙                         | KICA-303                            | 스타 차일드           | 〈Shake it!(Super Intro 첨부 Video Version)〉 〈lonely soul〉                                                                                                |
| 1996년 6월 21일                         | 슬레이어즈 NEXT SOUND BIBLE (1)                                          | KICA-307                            | 스타 차일드           | 〈방해는 하지 않는다〉 |
| 1996년 7월 5일                          | 가자! 우주전함 야마모토 요코 송 콜렉션                                   | KICA-311                            | 스타 차일드           | 〈Shake it!(Super Intro 첨부 Original Version)〉 〈Shake it!(Super Intro 첨부 Stage 3Version)〉                                                              |
| 1996년 7월 24일                         | 마법사 Tai! 오리지널 사운트 트랙                                         | TYCY-5510                           | U-Max                 | 〈또 내일〉 |
| 1996년 10월 2일                         | 슬레이어즈 NEXT SOUND BIBLE (2)                                          | KICA-317                            | 스타 차일드           | 〈방해는 하지 않는다(live rock-on)〉 〈방해는 하지 않는다(TV size)〉                                                                                         |
| 1997년 3월 5일                          | 슬레이어즈 N→EX NEXTRY (2) Revenger。                                    | KICA-340                            | 스타 차일드           | 〈naked mind(dynamix)〉 |
| 1997년 7월 24일                         | 소녀혁명 우테나 절대진화 혁명 전야                                       | KICA-354                            | 스타 차일드           | 〈윤무-revolution〉 |
| 1997년 8월 27일                         | 마법사 Tai! 사랑과 마법과 새로운 노래                                    | TYCY-5558                           | U-Max                 | 〈또 내일(Scat Version)〉 |
| 1997년 10월 3일                         | 정글 DE 가자! 오리지널 사운드트랙의 권                                   | KICA-369                            | 스타 차일드           | 〈J〉 〈spirit of the globe〉 |
| 1997년 11월 6일                         | 소녀혁명 우테나 Virtual Star 발생학                                      | KICA-374                            | 스타 차일드           | 〈윤무-revolution(TV size)〉 |
| 1997년 11월 6일                         | 가자! 우주전함 야마모토 요코2 WAVE3                                      | KICA-379                            | 스타 차일드           | 〈그래, 절대적으로.(Video Version)〉 |
| 1998년 1월 1일                          | 소녀혁명 우테나 체내 시계 도시 올로이                                    | KICA-387                            | 스타 차일드           | 〈Rose&release〉 |
| 1998년 1월 28일                         | 마법사 Tai! Best Selection Album 사와노구치 사에의 다이어리              | TYCY-5591                           | U-Max                 | 〈또 내일〉 〈또 내일 (O.V.A.제 6화 Version)〉 |
| 1998년 4월 3일                          | 소녀혁명 우테나 자, 나와 Engage 해……                                     | KICA-396/7                          | 스타 차일드           | 〈윤무-revolution(TV size)〉 |
| 1998년 7월 24일                         | 아키하바라 전뇌조 Rebis-C.T.i.A                                          | KICA-408                            | 스타 차일드           | 〈Birth〉 〈태양의 꽃〉 |
| 1998년 9월 4일                          | 아키하바라 전뇌조 Rubification-C.T.i.A/C.I.S                             | KICA-413                            | 스타 차일드           | 〈Birth(TV 사이즈)〉 〈태양의 꽃(TV 사이즈)〉 〈태양의 꽃(Latis Jazz Version/TV 사이즈)〉 〈태양의 꽃(Classic Version/TV 사이즈)〉                           |
| 1998년 10월 23일                        | 아키하바라 전뇌조 Azoth-C.T.i.A                                          | KICA-417                            | 스타 차일드           | 〈Birth(Prologue~Intro verison) 〉 〈붉음-AKA-〉 〈Birth(Epilogue Version)〉                                                                                 |
| 1998년 11월 27일                        | FIRST ANNIVERSARY 아키하바라 전뇌조                                      | KICA-431                            | 스타 차일드           | 〈사랑하는 실마리〉 |
| 1999년 2월 26일                         | 봉신영역 엘츠바유 Original Drama                                         | AZCA-10017                          | 에이집 레코드         | 〈kiss in the dark(Game Ver.)〉 |
| 1999년 4월 2일                          | 하키하라바 전뇌조 Drama Theater Dennohgumi-2010 여름                     | KICA-453                            | 스타 차일드           | 〈Key(short version)〉 |
| 1999년 5월 19일                         | 세이버 마리오넷 J to X 오리지널 사운드 트랙2 Japanese 취희월 아가씨 기행 | KICA-460                            | 스타 차일드           | 〈약속의 땅〉 |
| 1999년 5월 28일                         | 소녀혁명 우테나 미인 니르바나 왕림 나의 안드로규누스                     | KICA-9461(한정반) KICA-461(통상반)  | 스타 차일드           | 〈윤무-revolution〉 |
| 1999년 6월 4일                          | 슬레이어즈 the BEST of SLAYERS〔from TV&RADIO〕                          | KICA-454/5                          | 스타 차일드           | 〈Get along〉 〈KUJIKENAIKARA!〉 〈방해는 하지 않는다〉 〈naked mind〉 〈무지개와 같이〉 〈IN THIS ARM〉 〈process〉 〈전장의 마돈나〉 〈잘 수 없는 밤은……〉 |
| 1999년 7월 2일                          | 가자! 우주전함 야마모토 요코 Action-1                                    | KICA-469                            | 스타 차일드           | 〈천사의 휴식〉 〈루루루〉 |
| 1999년 7월 23일                         | 아키하바라 전뇌조 Drama Theater Dennohgumi-2011 봄                       | KICA-470                            | 스타 차일드           | 〈Key〉 |
| 1999년 8월 14일                         | 소녀혁명 우테나 Adolescence 묵시록 오리지널 사운드트랙 Adolescence Rash  | KICA-471                            | 스타 차일드           | 〈시간에 사랑은〉 〈윤무-revolution~Adolescence Rash〉 |
| 1999년 8월 14일                         | 아키하바라 전뇌조 2011년의 여름방학 오리지널 사운드 트랙                 | KICA-472                            | 스타 차일드           | 〈Last Scene〉 〈HOT SPICE〉 |
| 1999년 8월 25일                         | 마법사 Tai! Vocal Collection 마법사 Tai!와 억천년의 사랑과 극의 노래     | TYCY-10023                          | U-Max                 | 〈또 내일〉 |
| 1999년 9월 3일                          | 가자! 우주전함 야마모토 요코 Action-2                                    | KICA-474                            | 스타 차일드           | 〈천사의 휴식(TV 사이즈)〉 〈루루루(TV 사이즈)〉 |
| 1999년 11월 3일                         | 가자! 우주전함 야마모토 요코 Action-3                                    | KICA-478                            | 스타 차일드           | 〈eternal promise〉 |
| 1999년 12월 23일                        | Di Gi Charat 데지코의 Sound Message                                      | KICA-487                            | 스타 차일드           | 〈only one, No.1(ON AIR SIZE)〉 |
| 2000년 1월 28일                         | 스타 차일드 SELECTION 음악집 (TV 작품집)                                 | KICA-497                            | 스타 차일드           | 〈MASK〉 〈방해는 하지 않는다〉 〈윤무-revolution〉 〈Birth〉 〈태양의 꽃〉                                                                                  |
| 2000년 8월 23일                         | Di Gi Charat 데지코의 Sound Festival                                     | KICA-521                            | 스타 차일드           | 〈CUTIE(ON AIR SIZE)〉 |
| 2001년 3월 7일                          | 테일즈 오브 이터니아 THE ANIMATION 오리지널 사운드트랙                   | KICA-534                            | 스타 차일드           | 〈하늘을 달리는 다리(TV Ver.)〉 〈I’d love you to touch me(TV Ver.)〉                                                                                        |
| 2001년 4월 25일                         | Di Gi Charat 데지코의 Sound Garden                                       | KICA-538                            | 스타 차일드           | 〈여신이 되고 싶어 ~for a yours~(Christmas Special ON AIR SIZE)〉 〈여신이 되고 싶어 ~for a yours~(꽃놀이 Special ON AIR SIZE)〉                             |
| 2001년 7월 18일                         | 테일즈 오브 이터니아 THE ANIMATION Last Summer                           | KICA-545                            | 스타 차일드           | 〈하늘에 걸린 다리(Last Summer Ver.)〉 〈I’d love you to touch me(Last Summer Ver.)〉                                                                        |
| 2003년 8월 27일                         | 스타 차일드 Premium Memories                                             | KICA-611                            | 스타 차일드           | 〈REINCARNATION〉 〈It's DESTINY-겨우 우연히 만날 수 있었다.〉 〈누구보다도 쭉……〉                                                                           |
| 2005년 3월 25일                         | 유희왕 듀얼몬스터즈 DUEL VOCAL BEST                                      | MJCD-20027                          | 마뷸러스 엔터테인먼트 | 〈Shuffle〉 〈어느 날의 오후〉 |
| 2005년 6월 10일                         | 그대가 나의 주인님 음악편                                                | GNCA-1029(한정반) GNCA-1030(통상반) | Geneon Entertainment  | 〈TRUST(On Air Ver.)〉 |
| 2005년 11월 2일                         | 스타 차일드 매니아 시리즈：폭렬 헌터                                     | KICA-724                            | 스타 차일드           | 〈MASK〉 |
| 2005년 11월 23일                        | 스타 차일드 매니아 시리즈：슬레이어즈                                    | KICA-726                            | 스타 차일드           | 〈Get along〉 〈방해는 하지 않는다〉 〈naked mind〉 |
| 2005년 11월 23일                        | 스타 차일드 매니아 시리즈：소녀혁명 우테나                               | KICA-727                            | 스타 차일드           | 〈윤무-revolution〉 〈Rose&release〉 〈때때로 사랑은〉 〈윤무-revolution~Adolescence Rash〉                                                                  |
| 2005년 11월 23일                        | 스타 차일드 매니아 시리즈：가자! 우주전함 야마모토 요코                  | KICA-728                            | 스타 차일드           | 〈Shake it〉 〈그래, 반드시〉 〈천사의 휴식〉 〈루루루〉 〈eternal promise〉                                                                                 |
| 2005년 11월 23일                        | 스타 차일드 매니아 시리즈：아키하바라 전뇌조                             | KICA-729                            | 스타 차일드           | 〈Birth〉 〈태양의 꽃〉 〈붉음-AKA-〉 〈Last Scene〉 〈HOT SPICE〉                                                                                           |
| 2005년 12월 28일                        | 스타 차일드 SELECTION II                                                 | KICA-746                            | 스타 차일드           | 〈천사의 휴식〉 〈루루루〉 〈only one, NO.1〉 〈CUITE〉 〈하늘에 걸린 다리〉 〈I’d love you to touch me〉 〈여신이 되고 싶어 ~for a yours~〉                 |
| 2006년 6월 28일                         | RAY THE ANIMATION 사운드트랙Vol.1                                        | EVST-0001                           | evolution             | 〈zero-G-(TV Size)〉 〈Cool & Charm ～Vocal Mix～〉 |
| 2006년 8월 25일                         | 무적 철가방 오리지널 사운트트랙                                          | GNCA-1099                           | Geneon Entertainment  | 〈WILD SPICE(TV Size)〉 |
| 2006년 8월 30일                         | RAY THE ANIMATION 사운드트랙 Vol.2                                       | EVST-0002                           | evolution             | 〈zero-G-(TV Size)〉 |
| 2006년 10월 25일                        | 한정 해제판 마브러브 보컬집 divergence                                   | LACA-5579                           | 란티스                | 〈자음-sion-〉 |
| 2006년 10월 25일                        | 무적 철가방 드라마 CD                                                    | GNCA-1100                           | Geneon Entertainment  | 〈WILD SPICE〉 |
| 2007년 12월 26일                        | 시공경찰 벡카 시그나 Phase.X                                             | NECA-20051                          | T.Y Entertainment     | 〈RING〉 |
| 2008년 3월 12일                         | 큐티 허니 THE LIVE 보컬 앨범 METAMORPHOSES                               | LACA-5737                           | 란티스                | 〈창야곡 세레나데〉 |
| 2008년 6월 25일                         | 슬레이어즈 MEGUMIX                                                       | KICA-916/7                          | 스타 차일드           | 〈Get along〉 〈KUJIKENAIKARA!〉 |
| 2008년 8월 27일                         | 소녀혁명 우테나 Complete CD-BOX                                          | KICA-920～8                         | 스타 차일드           | 〈윤무-revolution〉 〈Rose&release〉 〈때때로 사랑은〉 〈윤무-revolution~Adolescence Rash〉                                                                  |
| 2008년 12월 25일                        | Songs from age 2                                                         | LACA-5844                           | 란티스                | 〈INSANITY〉 〈TOTAL ECLIPSE〉 |

### 영상
|            | 타이틀                    | 미디어     | 발매일                                        | 규격 번호                             | 발매 레이블 |
| ---------- | ------------------------- | ---------- | --------------------------------------------- | ------------------------------------- | ----------- |
| Live       | Ma-KING Concert’97        | VHS/LD/DVD | 1997년 12월 22일(VHS/LD) 2000년 8월 23일(DVD) | KIVM-226(VHS) KILM-55(LD) KIBM-6(DVD) | 스타 차일드 |
| Live       | Do-can diary              | VHS/LD/DVD | 1999년 1월 22일(VHS/LD) 2000년 8월 23일(DVD)  | KIVM-244(VHS) KILM-61(LD) KIBM-7(DVD) | 스타 차일드 |
| PV         | A-Day                     | VHS/DVD    | 1999년 8월 27일(VHS) 2001년 12월 5일(DVD)     | KIVM-247(VHS) KIBM-31(DVD)            | 스타 차일드 |
| Live       | Live in Hibiya -no cut-   | VHS/DVD    | 1999년 12월 23일                              | KIVM-249(VHS) KIBM-1(DVD)             | 스타 차일드 |
| PV         | B-Day                     | VHS/DVD    | 2000년 8월 23일(VHS) 2001년 12월 5일(DVD)     | KIVM-259(VHS) KIBM-32(DVD)            | 스타 차일드 |
| 다큐멘터리 | document'00               | DVD        | 2000년 12월 21일                              | KIBM-12                               | 스타 차일드 |
| Live       | Birth Live'01             | DVD        | 2001년 9월 5일                                | KIBM-24                               | 스타 차일드 |
| PV         | C-Day                     | DVD        | 2001년 12월 5일                               | KIBM-33(통상반) KIBM-90033(한정반)    | 스타 차일드 |
| Live       | Live Devotion             | DVD        | 2002년 6월 5일                                | KIBM-37                               | 스타 차일드 |
| Live&PV    | V-mode -10th Anniversary- | DVD        | 2003년 11월 27일                              | KIBM-61/62                            | 스타 차일드 |
| Live       | GIGS 2004 ReBirth         | DVD        | 2004년 12월 22일                              | EVBL-0001                             | evolution   |
| Live       | GIGS 2005 Dragonfly       | DVD        | 2005년 8월 8일                                | EVBL-0002/03                          | evolution   |
| Live       | GIGS 2006 GodSpeed        | DVD        | 2006년 10월 7일                               | EVBL-0004/05                          | evolution   |
| Live       | GIGS 2006 evolution       | DVD        | 2007년 10월 1일                               | EVBL-0006/07                          | evolution   |
| Live       | GIGS 2007 Masami Life     | DVD        | 2009년 3월 25일                               | GSBL-0001                             | Godspeed    |

### 제공
작사 · 작곡
- 아베 레이코, 미야자키 우이, 오미 토모에 〈미소를 보여줘〉 〈Love Prisoner〉 〈Dream Girls〉
- 이시다 아키라 〈Secret ~누군가의 메시지~〉〈BUT BUT BUT〉
- 이이즈카 마유미 〈Memorial Song〉
- Ikuko 〈Angel of Light〉
- 오미 토모에 〈우타가타〉 〈불의 꽃〉 〈float ~하늘의 저편에~〉 〈Still Love〉 〈유나기〉 〈Return to Love〉〈Happy Days〉
- 킨게츠 마미 〈캔들 라이트가 사라질 무렵에는〉
- 코다 마리코 〈Moonlight Angel ~내일을 향해~〉
- 코야스 타케히토 〈천일의 손〉
- 소에다 켄지 〈바람에 날려〉
- 토비타 노부오 〈난무〉
- 노가와 사쿠라 〈KAKERA〉〈Girl's☆Pleasure〉
- 미즈타니 요코 〈영역 ~Heaven&Hell~〉
- 미도리카와 히카루 〈more than words〉
- 미야자키 우이 〈ADORATION〉 〈KURENAI〉 〈PHOSPHOR〉 〈Happy Succession〉

작곡
- 아마노 유리 〈그리고〉
- 이시다 요코 〈말할 수 없으니까〉 〈believing〉 〈proof of life〉 〈power of love〉 〈너다운 스피드로〉
- 오미 토모에 〈너와 나의 60초간〉
- 코야스 타케히토 〈넓은 밤〉 〈있는 간〉
- 코야스 타케히토&오노사카 마사야 〈대용자 이야기〉
- 토우마 유미 〈alone〉
- 하야시바라 메구미&스즈키 마사미 〈처녀의 기도〉
- 히이라기 미후유 〈비의 Faraway〉
- FURIL (히카미 쿄코, 미야무라 유코, 노가미 유카나) 〈두근거리면서 For You〉
- 미도리카와 히카루 〈We are…〉

작사
- 이와오 준코 〈살그머니 맹세하는 순간-때-〉
- 엔도 마사아키 〈JEWEL〉 〈HAPPY ICE CREAM〉 〈사랑의 씨앗〉
- 오미 토모에 〈순애백서〉
- KAORI 〈구화〉
- 카카즈 유미 〈사랑하는 실마리〉
- 카토 에미리 〈딸기잼〉
- 시모카와 미쿠니 〈KOHAKU〉
- 스즈키 마사미 〈보통의 행복〉
- 센다이 에리 〈GRADUATION〉
- 다카하시 히로키 〈HONESTY〉
- 하야시바라 메구미＆시라토리 유리&히라마츠 아키코 〈함께〉
- 마츠모토 리카 〈SOMEDAY〉
- 미즈키 나나 〈TRANSMIGRATION〉
- 미야자키 우이 〈Fates〉 〈Satisfaction〉 〈STRATEGY〉 〈Time Limit〉
- 야마자키 이사오 〈1 2 3〉
- 라디오 애니 feat. 신타니 료코 + 고토 유코 〈우울한 밤비 ~Summer Girls~〉

### 서적
- 마사 MIYABI (雅 MIYABI)

## 출연

### 라디오
- 맛쿤의 E.B Club (종료)
- OVER THE END→TURNING POINT (종료)
- KISS3 (종료)
- 오쿠이 마사미 O-Live (종료)
- 애니서머 STATION (2006년 4월 8일 - 2006년 9월 30일, A&G 초RADIO SHOW ~애니스파!~ 내부 코너)

### TV
- @Tunes.
- M－VOICE (테레비 오사카 : 어시스턴트)

### 라이브
- Masami Okui Gyuu Debut Concert '95
  - 1995년 4월 25일 / 신주쿠 시어터 선몰
- Masami Okui V-SIT '96 Concert
  - 1996년 9월 21일, 22일 / 도쿄 야쿠르트 홀
  - 1996년 9월 26일 / 오사카 코크스텝 홀
- 오사카 공업 대학 요도제 라이브
  - 1996년11월2일 / 오사카 공업대학
- Masami Okui Ma-KING Concert '97
  - 1997년 9월 27일, 28일 / 오사카 IMP 홀
  - 1997년 10월 9일, 10일 / 도쿄 일본 청년관
  - 1997년 10월 26일 / 스즈카 고등전문학교 콘서트
  - 1997년 11월 3일 / 도쿄전기대학 금제 콘서트
- Masami Okui Do-can Concert '98
  - 1998년 9월 24일 / 시부야 ON AIR WEST
  - 1998년 9월 27일 / 나고야 다이아몬드 홀
  - 1998년 10월 2일 / 오사카 후생연금회관 중 홀
  - 1998년 10월 3일 / 도쿄 후생연금회관
- 도쿄전기대학 금제 콘서트 Live in TDU
  - 1998년 11월 1일 / 도쿄 전기대학
- 치바 농업대학 대학제 라이브
  - 1998년 11월 15일 / 치바 농업대학
- Masami Okui Birth-Live '99
  - 1999년 3월 14일 / 아카사카 BLITZ
- Masami Okui Concert '99 Her-Day
  - 1999년 9월 5일 / 오사카성 야외 음악당
  - 1999년 9월 12일 / 히비야 야외 음악당
  - 1999년 9월 15일 / 나고야 클럽 다이아몬드 홀
  - 1999년 10월 30일 / 군마 타마무라마치 문화센터
- 지바 공업대학 대학제 라이브
  - 1999년 11월 21일 / 츠다누마 캠퍼스 야외 특설 스테이지
- Masami Okui Birth-Live '00
  - 2000년 3월 13일 / 아카사카 BLITZ
- Masami Okui NEEI TOUR 2000
  - 2000년 8월 27일 / 후쿠오카 드럼 로고스
  - 2000년 8월 31일 / 시부야 공회당
  - 2000년 9월 3일 / 나고야 다이아몬드 홀
  - 2000년 9월 10일 / 난바 마자홀
  - 2000년 9월 23일 / 아뮤 타치카와
- 오쿠이 마사미 탐험, 발견, 금제 라이브 Nishiki is only one. No.1
  - 2000년 11월 3일 / 도쿄전기대학 단기대학 5호관 7층 체육관
- Masami Okui Birth-Live '01 -anison festival-
  - 2001년3월13일 / 아카사카 BLITZ
- Masami Okui concert tour 2001 DEVOTION
  - 2001년 9월 9일 / 요코하마 관내 홀
  - 2001년 9월 15일 / 나고야 청소년 문화 센터 아트피아 홀
  - 2001년 9월 23일 / 센다이 빕 베이스먼트 시어터
  - 2001년 9월 30일 / 오사카 후생연금회관 예술 홀
  - 2001년 10월 7일 / 후쿠오카 드럼 로고스
  - 2001년 10월 14일 / 나가노 선 플라자
  - 2001년 10월 21일 / 삿포로 페니렌 24
- 오쿠이 마사미 학원제 라이브 in 일본대학 법학부 법앵제
  - 2001년 11월 4일 / 일본대학 법학부 학내 대강당
- Masami Okui Birth Live '02 The Livehouse Tour
  - 2002년 3월 4일 / CLUB GIO Ichikawa
  - 2002년 3월 7일 / 나고야 바텀라인
  - 2002년 3월 9일 / 고베 치킨 조지
  - 2002년 3월 10일 / 오사카 바나나 홀
  - 2002년 3월 13일 / SHIBUYA AX
- okui,masami concert tour 2002 crossroad
  - 2002년 10월 12일 / 오사카 후생연금회관 예술 홀
  - 2002년 10월 14일 / 나고야 아트피아 홀
  - 2002년 10월 26일 / 나가노 선 플라자
- okui,masami Birth Live & more...'03
  - 2003년 3월 9일 / 신주쿠 LIQUID ROOM
- okui,masami 도쿄 도시대학 MI-TECH제'03
  - 2003년 11월 23일 / 무사시 공업대학 학내 체육관
- 오쿠이 마사미 Premium Live
  - 2003년 12월 21일 / 하라주쿠 퀘스트 홀
- 오쿠이 마사미~okui,masami~spring tour 2004 ReBirth
  - 2004년 2월 21일 / 오사카 BIG CAT
  - 2004년 2월 22일 / 나고야 CLUB QUATTRO
  - 2004년 2월 28일 / 후쿠오카 임즈 홀
  - 2004년 3월 7일 / 삿포로 페니 렌24
  - 2004년 3월 13일 / Shibuya O-East
- 오쿠이 마사미 Spring tour 2005 Dragonfly
  - 2005년 2월 18일 / 오사카 BIG CAT
  - 2005년 2월 27일 / 나고야 CLUB QUATTRO
  - 2005년 3월 13일 / SHIBUYA O-East
- 오쿠이 마사미 Spring tour 2006 God Speed
  - 2006년 3월 4일 / 오사카 BIG CAT
  - 2006년 3월 5일 / 나고야 CLUB QUATTRO
  - 2006년 3월 12일, 13일 / 도쿄 Shibuya O-East
  - 2006년 6월 4일 / 삿포로 페니 렌 24
- 오쿠이 마사미 World tour 2006 evolution
  - 2006년 10월 7일 / 나고야 바텀 라인
  - 2006년 10월 9일 / 오사카 BIG CAT
  - 2006년 10월 22일 / Shibuya O-EAST
  - 2006년 11월 4일 / 상해 신천지 ARK
- 오쿠이 마사미 COUNT DOWN LIVE 2006-2007 저돌맹진 "울리방、파레～"
  - 2006년 12월 31일 / Shibuya O-East
- 오쿠이 마사미 BIRTH LIVE '007 "GOLD SINGER" 091 as Agent
  - 2007년 3월1 0일 / 신주쿠 MARZ
- 오쿠이 마사미 Live tour 2007 Masami Life
  - 2007년 10월 13일 / 오사카 BIG CAT
  - 2007년 10월 14일 / 나고야 E.L.L
  - 2007년 10월 20일 / Shibuya O-EAST
- 오쿠이 마사미 15th Anniversary & Birth Live '08 "15의 밤"
  - 2008년 3월 13일 / 에비스 LIQUID ROOM
- 오쿠이 마사미 Live Tour 2008 Akasha
  - 2008년 11월 22일 / 오사카 BIG CAT
  - 2008년 11월 24일 / 나고야 바텀 라인
  - 2008년 12월 7일 / Shibuya O-EAST
- 오쿠이 마사미 Birth Live '09 Akasha ~ 붉은 수정의 달
  - 2009년 3월 13일 / 에비스 LIQUID ROOM
- Penny Lane24 20th Anniversary 오쿠이 마사미 Limited Live ~Self Satisfaction~
  - 2009년 9월 6일 / 삿포로 페니 렌 24